# Flabelligera affinis
Flabelligera affinis är en ringmaskart som beskrevs av Michael Sars 1829. Flabelligera affinis ingår i släktet Flabelligera och familjen Flabelligeridae. Arten är reproducerande i Sverige. Inga underarter finns listade i Catalogue of Life.